# Billete de cinco dólares estadounidenses

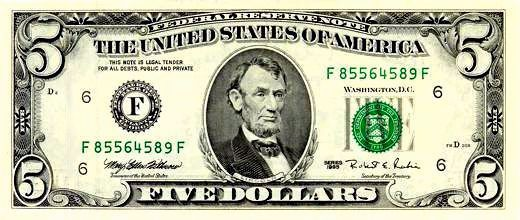
Antiguo billete de 5 dólares.

El billete de cinco dólares estadounidense ($5) actual se caracteriza por tener impreso el retrato del Presidente de los EE. UU. Abraham Lincoln en el anverso y el Monumento a Lincoln en el reverso. Todos los billetes de 5 $ son billetes de la Reserva Federal y ocupan el tercer lugar en denominaciones de billetes de dólares.
El billete de 5 $ suele ser llamado "fin". Un término con raíces alemanas/yidis y está remotamente relacionado con el "five" inglés, aunque actualmente el término que fue bastante común a fines del siglo XIX y principios del XX ha caído en desuso.
En diciembre del 2018 la Oficina de Grabado e Impresión de los Estados Unidos estimaba que la vida media de un billete de 5 $ en circulación es de 4.7 años antes de que sea sustituido debido al desgaste. Aproximadamente el 6 por ciento de todo el papel moneda producido en el 2000 por la Oficina de Grabado e Impresión de los EE. UU. eran billetes de 5 dólares.

## Diseño actual

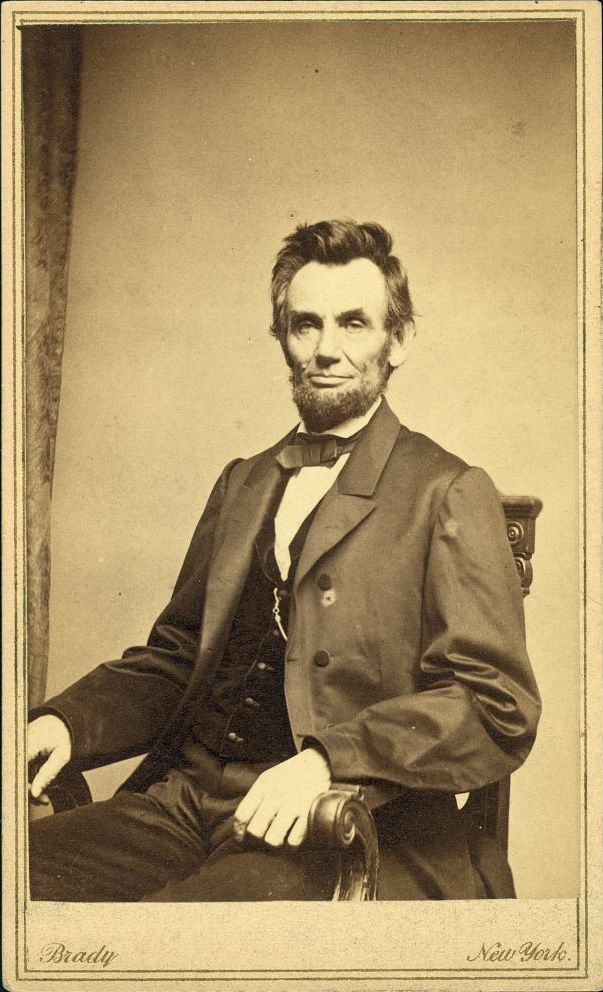
Fotografía de Lincoln del 8 de enero de 1864.

El billete $5 fue rediseñado en el 2007 y fue emitido el 13 de marzo del 2008 durante una ceremonia en el President Lincoln's Cottage.

### Elementos de seguridad
Las características de seguridad nuevas y mejoradas facilitan la verificación del nuevo billete de $ 5 y hacen más difícil de reproducir por posibles falsificadores. El billete de $ 5 rediseñado tiene:
- Marcas de agua: Ahora hay dos marcas de agua. Una marca de agua con un número grande "5" se encuentra en un espacio en blanco a la derecha del retrato, reemplazando el retrato de la marca de agua del presidente Lincoln que se encuentra en los billetes anteriores. Se ha agregado una segunda marca de agua, una nueva columna de tres "5" más pequeños, que se encuentran a la izquierda del retrato.
- Hilo de seguridad: El hilo de seguridad incrustado corre verticalmente y ahora se encuentra a la derecha del retrato. Las letras "USA" seguidas del número "5" en un patrón alterno son visibles a lo largo del hilo desde ambos lados del billete. El hilo se ilumina en azul cuando se sostiene bajo luz ultravioleta (luz negra).[4]
- Microimpresión: El billete de $ 5 rediseñado incluye microimpresión, que es el grabado de un texto diminuto, en el anverso del billete en tres áreas: las palabras "FIVE DOLLARS" se pueden encontrar repetidas en el interior de los bordes izquierdo y derecho del billete; las palabras "E PLURIBUS UNUM" aparecen en la parte superior del escudo dentro del Gran Sello; y la palabra "USA" se repite entre las columnas del escudo. En el reverso del billete, las palabras "USA FIVE" aparecen a lo largo de un borde del gran "5" púrpura. Debido a que son tan pequeñas, estas palabras microimpresas son difíciles de reproducir.
- Hilos rojos y azules: Algunos pequeños hilos rojos y azules están incrustados en el papel para revelar si se ha impreso un billete falso de mayor denominación en el papel blanqueado de un billete genuino de menor denominación.

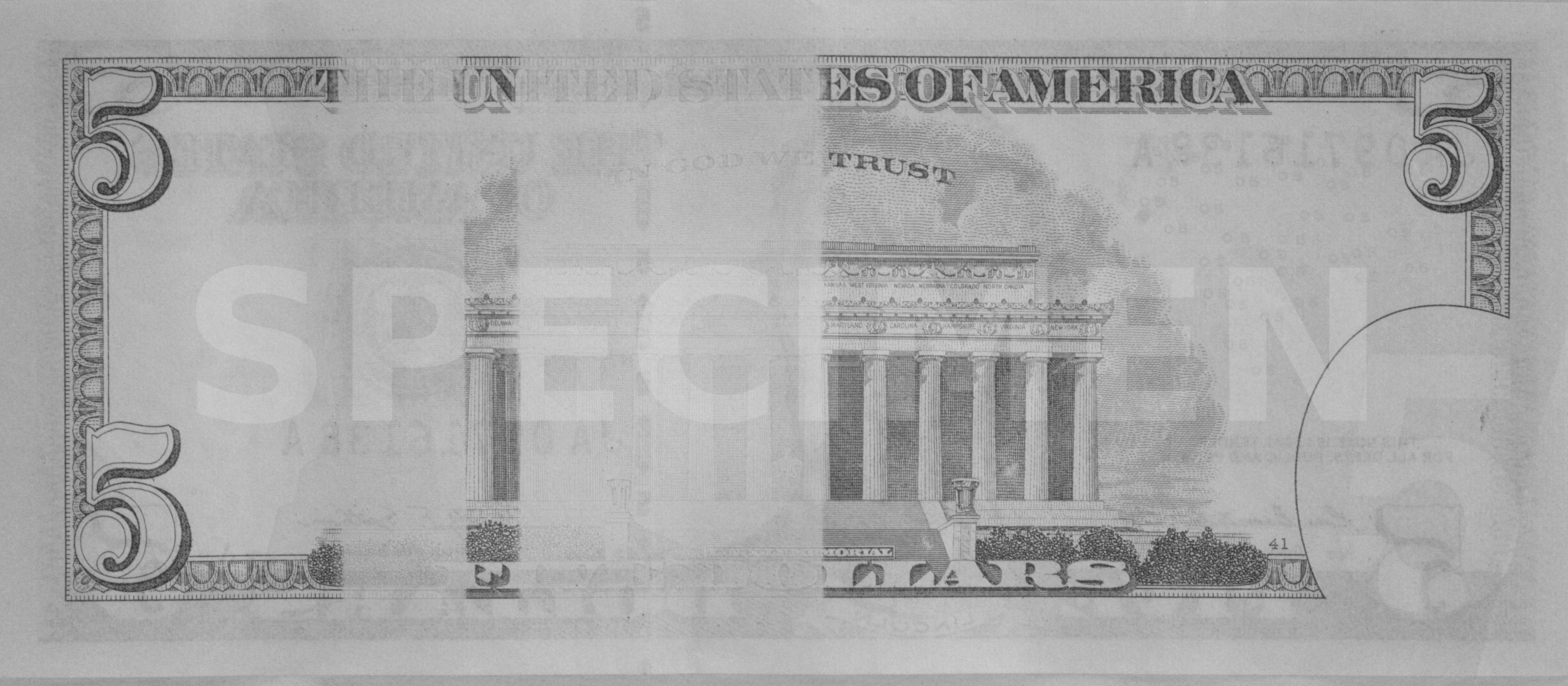
El reverso del billete de cinco dólares tiene dos tiras rectangulares que se borran cuando se ven en el espectro infrarrojo, como se observa en esta imagen tomada por una cámara infrarroja.

- Tinta infrarroja: La parte posterior del billete de cinco dólares presenta secciones del billete que están en blanco cuando se ven en el espectro infrarrojo. Esto es consistente con otros billetes estadounidenses de alto valor ($ 5 y más), que presentan patrones de franjas visibles infrarrojas exclusivas para la denominación dada. Los billetes de otras monedas del mundo, como el Euro, también presentan patrones únicos visibles solo cuando se ven en este espectro.
- Patrón circular antifotocopia: Pequeños "05" amarillos están impresos a la izquierda del retrato en el frente del billete y a la derecha de la viñeta del Lincoln Memorial en la parte posterior. Los ceros en los "05" forman una "constelación de EURión" para evitar la fotocopia del billete. Las fotocopiadoras detectan el patrón particular de círculos amarillos y se niegan a hacer una copia. Algunas máquinas registran el intento ilegal de fotocopia, que un técnico de reparación puede informar a la policía.

El billete de cinco dólares carece de la tinta opticamente variable que si tienen los billetes de Estados Unidos de mayor valor.

### Características del diseño
Los nuevos billetes de $ 5 siguen siendo del mismo tamaño y utilizan los mismos, pero mejorados retratos e imágenes históricas. La diferencia más notable es el color violeta claro del centro del billete, que se torna gris cerca de los bordes.
Al igual que los rediseñados billetes de $ 10, $ 20 y $ 50, el nuevo billete de $ 5 cuenta con un símbolo de la libertad estadounidense impreso en el fondo: El  Gran Sello de los Estados Unidos, con un águila y un escudo, está impreso en color púrpura a la derecha del retrato y un arco de estrellas color púrpura lo rodean tanto él como al retrato.
Cuando se construyó el Lincoln Memorial se grabaron en el mismo los nombres de los 48 estados. La imagen del monumento a Lincoln en el billete de $ 5 solo contiene los nombres de los 26 estados. Estos son los 26 estados que se pueden ver en la parte frontal del monumento de Lincoln, que es lo que se representa en el billete de $ 5.
En cara posterior del billete, en la esquina inferior derecha aparece un número púrpura más grande "5" para ayudar a las personas con impedimentos visuales a distinguir la denominación. Este gran "5" también incluye las palabras "USA FIVE" en minúsculas letras blancas.
Se han eliminado los bordes ovalados alrededor del retrato del presidente Lincoln en el frente y la viñeta del Lincoln Memorial en la parte posterior. Ambos grabados se han mejorado.

## Historia de los billetes de $ 5 de tamaño pequeño
A partir de 1928 el tamaño de los billetes de $5 se redujo y pasó a ser de 6.14 × 2.61 pulgadas ≅ 156 × 66 mm.

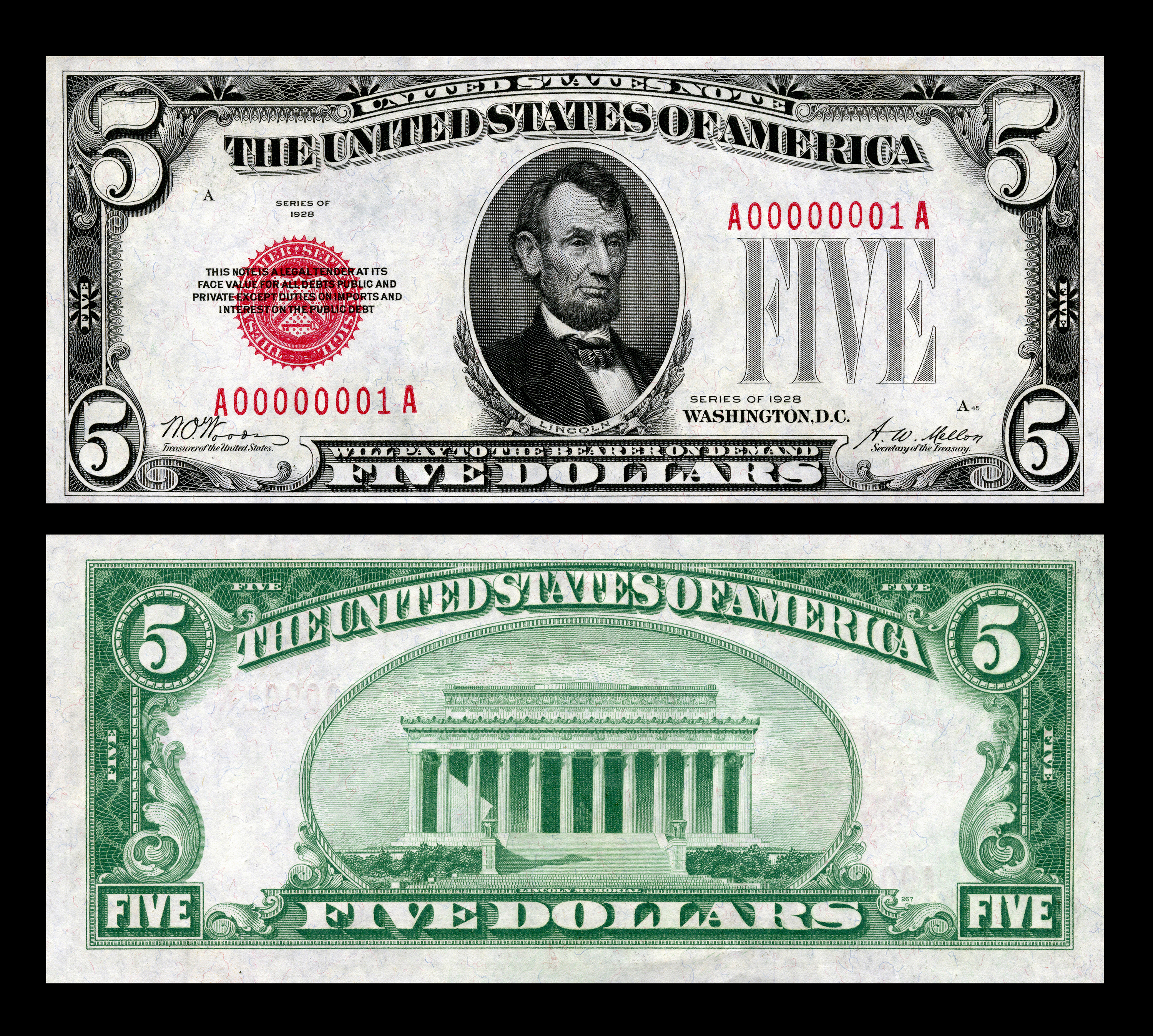
El primer billete de $5 de Estados Unidos de tamaño pequeño (Smithsonian).

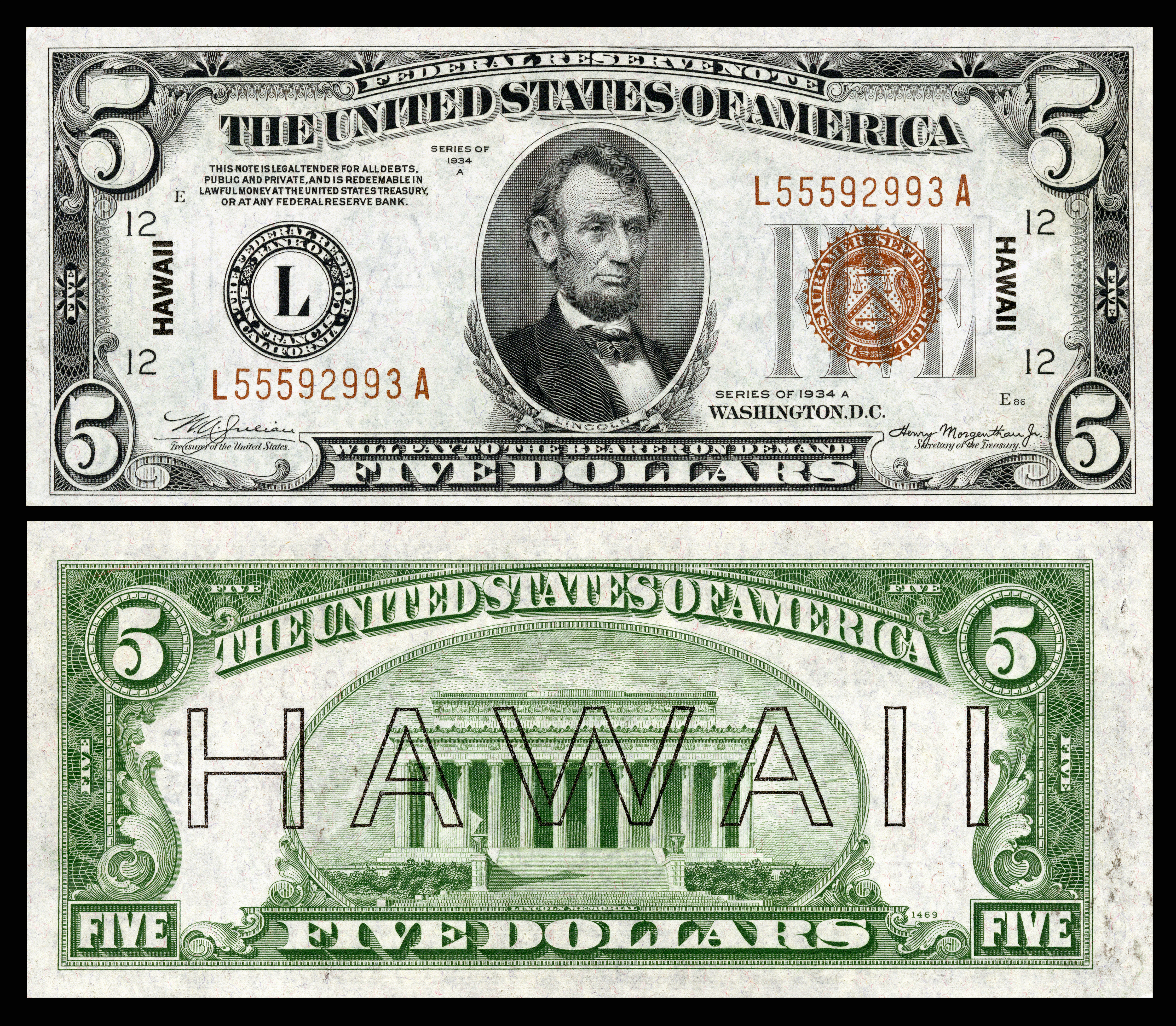
Billete con leyenda sobreimpresa "HAWAII".

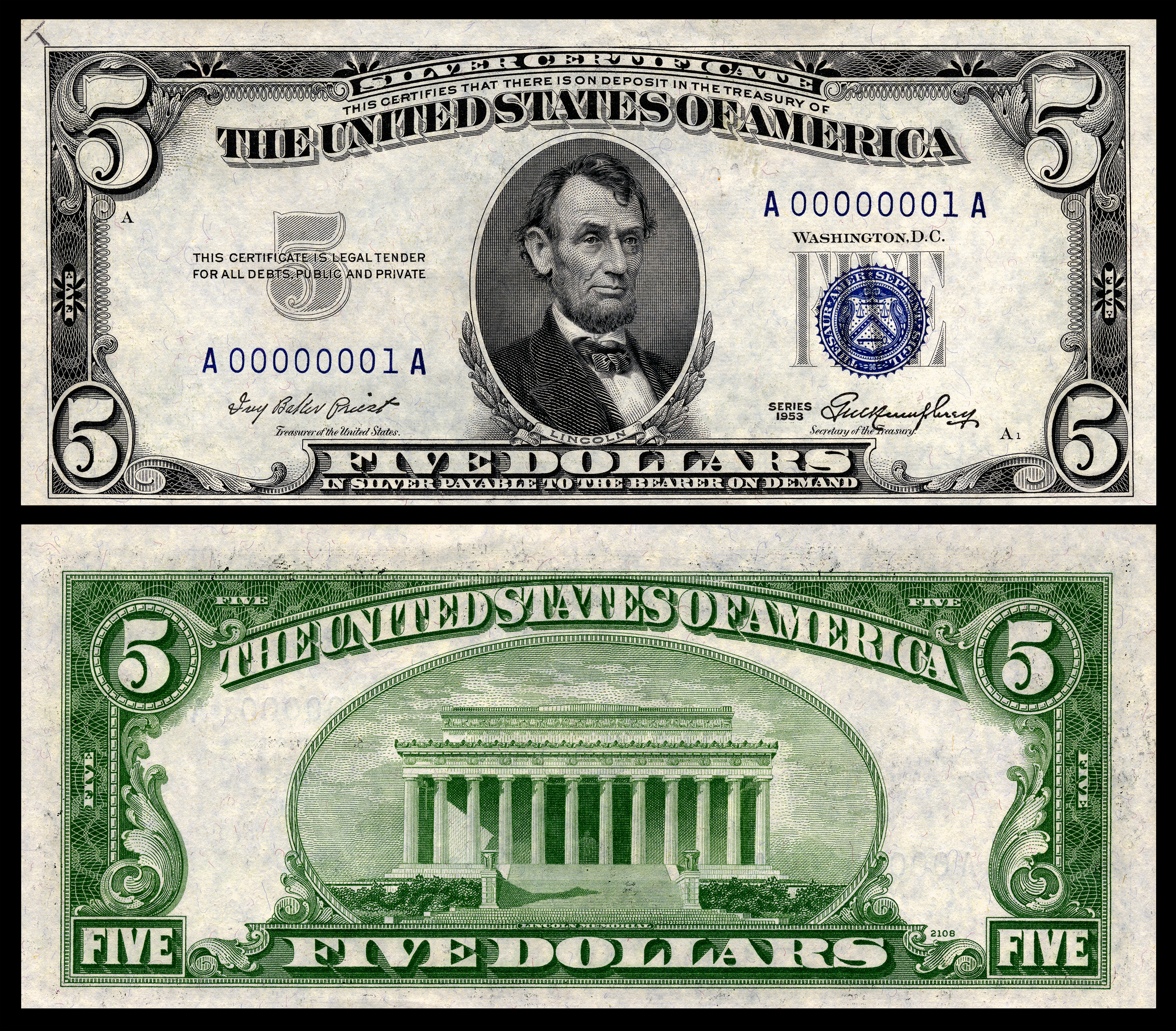
El primer billete de $5 Certificado de Plata impreso en 1953 (Smithsonian).

1929: Bajo la Serie de 1928, todos los billetes tamaño pequeño llevaban un diseño estandarizado. Todos los billetes de $ 5 incluían un retrato de Lincoln, el mismo diseño de borde en el anverso y el Lincoln Memorial en el reverso. El billete de $ 5 se emitió como un billete de los Estados Unidos con un sello rojo y números de serie y como un billete de la Reserva Federal con un sello verde y números de serie.
1933: Como medida de emergencia frente a la Gran Depresión, se inyectó dinero adicional en la economía estadounidense a través de los billetes de banco de la Reserva Federal. Este fue el único billete pequeño de $ 5 que tenía un diseño de borde diferente. Los números de serie y el sello eran marrones.
1934: La cláusula de canjeable en oro se eliminó de los billetes de la Reserva Federal debido a que Estados Unidos se retiró del patrón oro.
1934: Los primeros billetes de $ 5 certificados de plata se emitieron con un sello azul y números de serie junto con un número azul 5 en el lado izquierdo del anverso.
1942: Se emitió la moneda especial de la Segunda Guerra Mundial. HAWAII estaba sobreimpreso en el anverso y el reverso del billete de la Reserva Federal de $ 5; los números de serie y el sello se cambiaron de verde a marrón. Esto se hizo para que la moneda pudiera declararse sin valor si había una invasión japonesa. Un certificado de plata de $ 5 se imprimió con un sello del tesoro amarillo en lugar de azul; estos billetes eran para las tropas estadounidenses en el norte de África. Estos billetes también podrían declararse inútiles si los capturaba el enemigo.
1950: Se cambiaron muchos aspectos menores en el anverso del billete de la Reserva Federal de $ 5. En particular, el sello del tesoro, la palabra gris FIVE y el Sello de la Reserva Federal se hicieron más pequeños; Además, el sello de la Reserva Federal tenía picos añadidos a su alrededor, como el sello del Tesoro.
1953: Se emitieron nuevos billetes estadounidenses de $ 5 y certificados de plata con un número gris 5 en el lado izquierdo del billete y la palabra gris FIVE con un sello azul impreso sobre la derecha y números de serie azules.
1963: Tanto el billete de los Estados Unidos de $ 5 como el billete de la Reserva Federal fueron revisados agregando el lema IN GOD WE TRUST al reverso y eliminando el texto WILL PAY TO THE BEARER ON DEMAND del anverso. Además, la obligación sobre el Bono de la Reserva Federal se redujo a su redacción actual, THIS NOTE IS LEGAL TENDER FOR ALL DEBTS PUBLIC AND PRIVATE. También durante este tiempo, finaliza la producción de billetes certificados plata, incluidos los de $ 5.
1967: Finaliza la producción del billete estadounidense de $ 5.
1969: El billete de $ 5 comenzó a usar el nuevo sello del tesoro con palabras en inglés en lugar de latín.
1992: Los primeros billetes en Western Currency Facility en Fort Worth, Texas comienzan a imprimirse en julio, durante la producción de la Serie 1988A.
1994: Se introdujeron las primeras medidas de la nueva era contra la falsificación con impresión microscópica alrededor del retrato de Lincoln y una tira de seguridad de plástico en el lado izquierdo del billete. Aunque la fecha de la serie fue la Serie 1993, no se imprimieron hasta noviembre de 1994.
24 de mayo de 2000: para combatir la falsificación en evolución, se emitió un nuevo billete de $ 5, el primer rediseño completo desde 1929, en la serie 1999, cuyo diseño era similar en estilo a los billetes de $ 100, $ 50, $ 20 y $ 10 que habían sufrido cambios de diseño anteriores. El billete de $ 5, sin embargo, no presenta tinta que cambia de color como todas las otras denominaciones. Los primeros billetes se imprimieron en diciembre de 1999.
28 de junio de 2006: Se anunciaron planes para rediseñar el billete de $ 5, probablemente con características similares a los nuevos billetes de $ 10, $ 20 y $ 50.
20 de septiembre de 2007: Se reveló al público el billete de $ 5 rediseñado.
Octubre de 2007: Se imprimen los primeros billetes de $ 5 rediseñados.
13 de marzo de 2008: El billete de $ 5 rediseñado entra en circulación.